# Camugnano
Camugnano est une commune italienne d'environ 2 000 habitants située dans la ville métropolitaine de Bologne dans la région Émilie-Romagne dans le nord de l'Italie. Elle est située dans les monts Apennins.

## Géographie
À partir du début du XXe siècle trois retenues d'eau furent construites sur la commune (lac du Brasimone, lac de Suviana et lac de Santa Maria), les deux derniers étant partagés avec deux autres communes, respectivement, Castel di Casio et Castiglione dei Pepoli. les centrales associées permettent l'alimentation en électricité de la ville de Bologne. On compte pas moins de deux centrales hydroélectriques et une centrale nucléaire de recherche située sur les rives du Brasimone.

## Économie
Électricité, tourisme (lac de Suviana).

## Monuments et patrimoine
À Bargi, Le Palazzo Commeli et la Ca'Melati. Le village de Stagno et des villages abandonnés. Une grande partie du PARCO REGIONALE DEI LAGHI DI SUVIANA E BRASIMONE s’étend sur la commune offrant une conservation exceptionnelle de la faune et de la flore. Un centre d’interprétation se trouve à la localité Porrancheto.

## Administration
| Période                                  | Période | Identité | Étiquette | Qualité |
| ---------------------------------------- | ------- | -------- | --------- | ------- |
|                                          |         |          |           |         |
| Les données manquantes sont à compléter. |         |          |           |         |

### Hameaux
Guzzano, Carpineta, Stagno, Mogne, Verzuno, Vigo, Burzanella, Trasserra, San Damiano, Baigno, Bargi

### Communes limitrophes
Cantagallo, Castel di Casio, Castiglione dei Pepoli, Grizzana Morandi, Sambuca Pistoiese, Vernio